# Lot y sus hijas (Museo de Bellas Artes de Bilbao)
Lot y sus hijas es una pintura de Orazio Gentileschi. Fue realizada en 1628 con la técnica de óleo sobre lienzo. Sus medidas son de 226 x 282 cm. La obra está firmada en su parte central, en el lado derecho con la inscripción HORA.vs GIENTIL.vs.
En 1626 Gentileschi viajó a Inglaterra a instancias del duque de Buckingham, un coleccionista interesado en su arte y que ya había adquirido obras suyas con anterioridad. Durante su estancia en Inglaterra, y a requerimiento de Carlos I Gentileschi realizó una serie de varios cuadros de gran tamaño e inspiración bíblica. Entre ellos se encuentra Lot y sus hijas. 

## El episodio bíblico
Tal y como se describe en La Biblia (Génesis 19), Lot y sus hijas se encuentran en un descanso a las afueras de Sodoma, de donde han huido alertados de la inminente destrucción de la ciudad a causa de la ira divina. Han perdido a la madre, que acaba de convertirse en una estatua de sal al no poder evitar girarse a mirar cómo Sodoma era destruida. La relación que las dos hijas mantienen con su padre es bastante extraña: por razones de hospitalidad, él las había ofrecido para ser violadas por sus convecinos (que las despreciaron, pues preferían violar a los ángeles que Dios había enviado para avisarle de la destrucción de la ciudad). 
Viendo que su inevitable destino va a ser la soledad en la Tierra, al creer que la destrucción de Sodoma extinguirá la especie humana, ellas deciden emborrachar a su padre y tener relaciones sexuales con él para quedarse embarazadas. Sus nombres no se mencionan, pero sí los de los hijos que concibieron: Moab y Ben-ammi, de quienes descenderían moabitas y amonitas respectivamente.

## La obra
En el lienzo se narra el momento en que el que las hijas, tras encontrar cobijo en una cueva, embriagan a su padre con intención de tener trato carnal con él. Gentileschi ha interpretado el tema valiéndose más de la insinuación y la sugerencia que de la crudeza de los hechos. 
Lot reposa ebrio en brazos de una de sus hijas, mientras la otra, de pie, señala con una mano hacia el exterior de la cueva en que se han refugiado; vislumbramos a la madre convertida en estatua de sal, y en la lejanía Sodoma en llamas. De este modo tan teatral, la joven argumenta las razones de tener que yacer con su padre. Las dos mujeres expresan la sensualidad del inminente encuentro sexual mediante la exhibición de parte del torso, insinuando incluso en nacimiento de los pechos. Una vasija cercana recuerda la embriaguez del patriarca. Este efecto se acentúa con la cercana rama de vid, que circunscribe al grupo en su parte superior. El artista ha elegido colores vivos para los ropajes de las hijas: amarillo de Nápoles y azul ultramar; el vestido de Lot se ha resuelto en un tono carmesí.

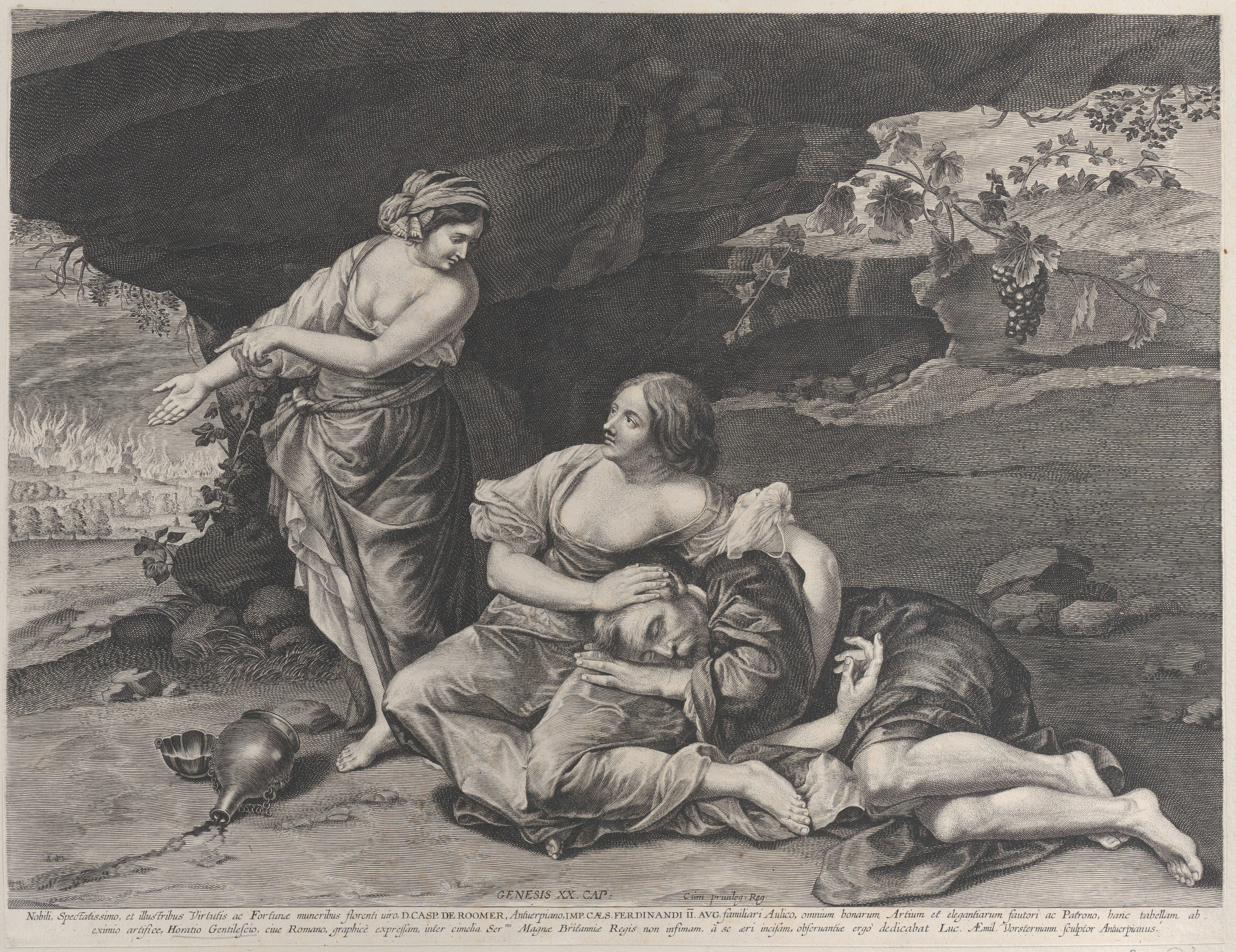
Grabado de Lucas Vorsterman I (ejemplar del Metropolitan Museum of Art de Nueva York).

Muy poco después de realizarse esta pintura, el grabador Lucas Vorsterman I la reprodujo en una estampa de cierta ambición, a juzgar por su detallismo y formato (33 x 43 cm.). Como es habitual en los antiguos grabados de reproducción, la imagen impresa invierte la composición original. Aunque no está fechada, se supone que Vorsterman hubo de hacerla hacia 1628-30, antes de su regreso de Londres a Amberes. La imagen se acompaña al pie de una extensa inscripción en latín, con una dedicatoria a Gaspar Roomer, célebre comerciante y coleccionista flamenco activo en Nápoles, donde poseyó pinturas tan famosas como Sileno ebrio de José de Ribera. En 2020, el museo bilbaíno ha sumado mediante donación particular un ejemplar del grabado de Vorsterman, que así se reúne con el cuadro original de Gentileschi que lo inspiró  (enlace roto disponible en Internet Archive; véase el historial, la primera versión y la última).. 
Gentileschi ya había tratado este mismo tema con anterioridad, en 1621, en una composición muy diferente de la cual existen al menos cuatro versiones pintadas: Getty Center de Los Ángeles (considerada la primera), Gemäldegalerie de Berlín, Galería Nacional de Canadá en Ottawa y Museo Thyssen Bornemisza de Madrid (esta versión es considerada ahora pintada por ayudantes del maestro). Otras obras notables de este periodo inglés fueron Moisés salvado de las aguas (Madrid, Museo del Prado) y José y la mujer de Putifar (Hampton Court, Royal Collection).
Durante su estancia en la capital inglesa, Gentileschi fue eclipsado por Rubens primero, y por Van Dyck después. Se conserva correspondencia suya de 1633 en la que el pintor confiesa su deseo de retornar a Italia. Sin embargo murió en tierras inglesas en 1639.